# 삼성제약
삼성제약(三省製藥, Sam Sung Pharmaceutical)은 대한민국의 1929년에 설립된 의약품 업체 회사이다. 까스명수, 쓸기담, 우황청심원 등 의약품과 살충제인 삼성킬라 (Sam Sung Killer)를 만들고 있는 제약회사이다.

## 역사
1929년 8월 15일에 설립되었다. 김종건이 삼성제약소를 창립하였는데, 창립 당시 주로 진통제 '푸로마인' 한 품목만을 생산하였다. 이 푸로마인은 매상면에서 상당한 실적을 올렸으며, 특히 만주·중화인민공화국에까지 판매망을 넓혀 봉천, 톈진 등지에 지점을 설치하고 주재원을 두어 시장을 개척하였다. 진통제 한 품목이었으나, 판매면에서 성공을 거두자 차차 일반 주사제도 생산하게 되었고, 나아가서는 파리약과 강장제 및 토닉 등 300여 가지 종목을 허가받아 생산하게 되었다.
1954년 12월 주식회사 삼성제약소의 법인체를 운영하였고, 1963년 1월 상호를 삼성제약공업주식회사로 변경하였다. 1966년 4월 공장을 서울특별시 광진구 모진동에 신축, 이전하였다. 1963년 4월에 일본 대일본제충국(KINCHO)사 살충제 기술 도입 6월 살충제 《에프킬라》, 1965년 탄산 소화제인 《까스명수》를 개발하고, 1982년 간장약 《쓸기담》을 개발했다. 1992년 6월 경기도 화성시 향남면에 KGMP공장을 준공하였다. 2004년에는 국내 살충제 시장 재진출과 함께 《삼성킬라》를 출시했다. 2014년 사명을 '삼성제약공업주식회사'에서 '삼성제약주식회사'로 변경하였다.

## 제품 브랜드
- 까스명수 (오리지날, 에프, 골드)
- 쓸기담 (50mg, 복합)
- 슬기연질캡슐(GS25판매용)
- 줄음 탈출 프로젝트 - 야(Ya!)
- 박탄에프
- 판토에이(구,디-판토)
- 삼성우황청심원
- 삼성킬라큐
- 지킬라에어로솔
- 에스펜겔

## 판매중단제품
- 케어칸
- 구룬산 디렄스
- 류파마링
- 기네후라빌
- 히스우루크
- 판토P
- 디-판토
- 네오
- 이소메친
- 세파민
- 바나-C
- 한방파루산
- 에프킬라 (현재 SC존슨에서 판매이관.)
- 킬뱉골드
- 구로몬
- 구룬산D
- 다이제팜
- 유판토
- 베비판시럽
- 세로판
- 삼층청
- 바루산
- 지네트리스
- 아리페롤 100C.C
- 스트라비토
- 용전
- 베비락스
- 삼성타임머신
- 쓸기담(100mg,로즈)

## 참고 사항
사명 때문에 삼성그룹의 계열사로 오인받는 경우가 있으나 삼성제약주식회사는 삼성그룹과 관련이 없으며 삼성제약의 전신기업인 삼성제약소는 1929년에 창립, 삼성그룹의 전신이 되는 삼성상회는 1938년 창립으로, '삼성'이라는 사명 자체는 삼성제약소가 먼저 사용하였다. 비슷한 예시로, 일본의 미쓰비시를 예시로 들 수 있다.

## 바로 가기
- 삼성제약 - 공식 홈페이지